# Liste des appellations protégées de pomme de terre

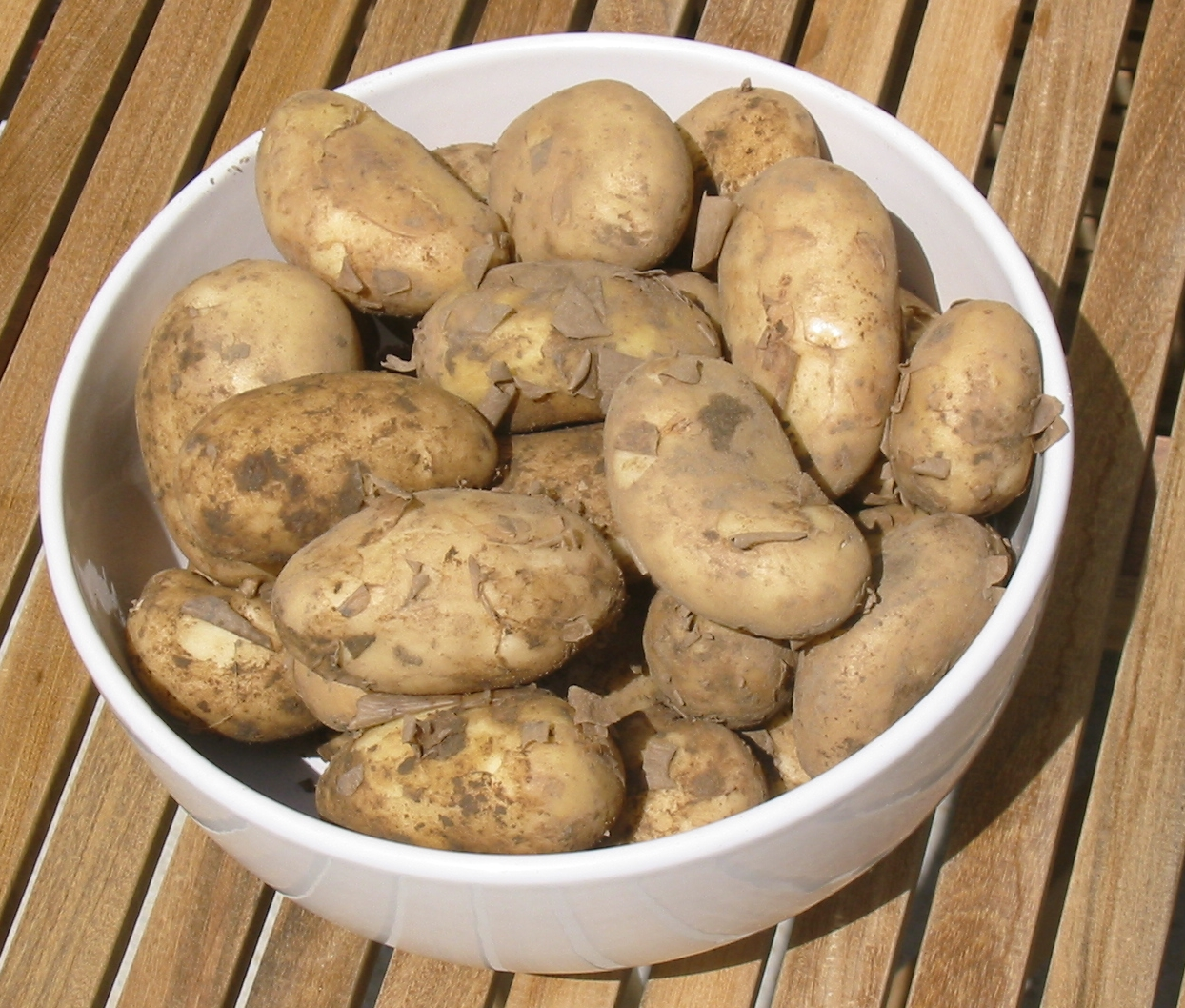
Jersey Royal Potatoes, première AOP européenne de pommes de terre (1996)

Cette liste recense les appellations et dénominations protégées concernant des productions de pomme de terre.

## Europe

### Appellations européennes
Dans l'Union européenne dix-neuf productions locales de pommes de terre, dans dix pays membres, sont concernées par des désignations destinées à protéger des produits de qualité : six bénéficient d'une appellation d'origine protégée (AOP) et sept autres d'une indication géographique protégée (IGP), tandis qu'une autre est en attente d'une AOP et cinq autres sont en attente d'une IGP. Ces désignations sont répertoriées dans la base de données DOOR qui est la référence de la liste ci-après.
- Allemagne
  - Lüneburger Heidekartoffeln (IGP, 2010)
  - Bamberger Hörnla (IGP, 2013)

- Belgique
  - Plate de Florenville (IGP, en cours[2])

- Danemark
  - Lammefjordskartofler (IGP, en attente 2012)[3].

- Espagne
  - Papas antiguas de Canarias (AOP, en attente 2011)
  - Patatas de Prades (IGP, 2007)
  - Pataca de Galicia (IGP, en attente 2010)

- Finlande
  - Lapin Puikula (AOP, 1997)

- France
  - Pomme de terre de l'île de Ré (AOP, 2000)
  - Béa du Roussillon (AOP, 2012)
  - Pommes de terre de Merville (IGP, 1996)
  - Pomme de terre de Noirmoutier (IGP, 2020)

- Grèce
  - Patata Naxou (Πατάτα Νάξου) (IGP, en attente 2008)
  - Patata Kato Nevrokopiou (Πατάτα Κάτω Νευροκοπίου) (IGP, 2002)

- Italie
  - Patata di Bologna (AOP, 2010)
  - Patata della Sila (IGP, 2010)
  - Patata dell’Alto Viterbese (IGP, en attente 2012)
  - Patata novella di Galatina (IGP, 2015)
  - Patata del Fucino (IGP, en attente 2014)
  - Patata rossa di Colfiorito (IGP, 2014)

- Pays-Bas
  - Opperdoezer Ronde (AOP, 1996)

- Portugal
  - Batata de Trás-os-Montes (IGP, 2007)

- Royaume-Uni
  - Ayrshire New Potatoes (IGP, 2019)
  - Jersey Royal Potatoes (AOP, 1996)
  - New Season Comber Potatoes (IGP, 2012)
  - Pembrokeshire Earlies (IGP,2015)[4]

### Appellations et marques commerciales nationales

#### France

##### Appellation «AOC»
- Pomme de terre de l'île de Ré (AOC, 1998)[5]
- Pomme de terre primeur du Roussillon (AOC, 2006)[6]

##### Appellation «Label rouge»[7]
- Pommes de terre de consommation Bintje (LA/04/68)[8]
- Pomme de terre à chair ferme Belle de Fontenay (LA/09/99)[8]
- Pommes de terre à chair ferme Pompadour (LA/09/01)[8]
- Pomme de terre Manon, spéciale frites (LA/11/09)[9]
- Plants de pomme de terre (LA/14/99)[9]

##### Marques commerciales
- Ratte du Touquet
- Pomme de terre de Pertuis

#### Belgique
- Terra Nostra, marque collective, propriété de l'APAQ-W (Agence wallonne pour la promotion d'une agriculture de qualité), créée en 1998 pour des  pommes de terre de diverses variétés produites en agriculture raisonnée ou biologique et soumises à un cahier des charges[10],[11].

#### Espagne
- Marque  Eusko Label :
  - Arabako patata / Patata de Álava[12]

#### Italie
- Appellation « DOP » :
  - Patata di Bologna (DOP, 2004)[13]

- Appellation « Prodotti agroalimentari tradizionali »

En Italie, la politique agricole s'est nettement orientée vers le développement de produits spécifiques permettant une meilleure valorisation sur le marché. De nombreux produits agricoles et alimentaires ont été classés dans une liste des Prodotti agroalimentari tradizionali (produits agroalimentaires traditionnels) (PAT) établie par le ministère des Politiques agricoles, alimentaires et forestières en collaboration avec les régions. Dans cette liste figurent une cinquantaine de productions locales de pommes de terre indiquées dans l'article indiqué ci-après.

#### Norvège
Trois productions de pommes de terre bénéficient d'un label géographique (AOP ou IGP) :
- Fjellmandel fra Oppdal, « amande de montagne » d'Oppdal (comté de Sør-Trøndelag), IGP septembre 2006
- Gulløye fra Nord-Norge, « œil doré » du Nord de la Norvège (région de Nord-Norge), AOP octobre 2006
- Ringerikspotet fra Ringerike, pomme de terre de Ringerike (comté de Buskerud), IGP juin 2007

## Autres pays
- Canada
  - Pommes de terre de l'Île-du-Prince-Édouard, marque gérée par le Prince Edward Island Potato Board,

- Chine (IGP) 
  - Pommes de terre de Dingbian, province de Shanxi (IGP, 2009)[16].
  - Pommes de terre de Nehe, province de Heilongjiang (IGP, 2008)[17].
  - Pommes de terre de Weichang, province de Hebei (IGP, 2008)[18].

- États-Unis
  - Aux États-Unis, les pommes de terre produites dans l'Idaho bénéficient d'une marque d'homologation détenue par l'Idaho Potato Commission (Commission des pommes de terre de l'Idaho), identifiée par un logo représentant la silhouette caractéristique de cet État (qui est le premier producteur de pommes de terre des États-Unis).

- Guinée
  - « Belle de Guinée », marque commerciale d'une production de pommes de terre de la région du Fouta Djalon[19].

- Pérou
  - « T’ikapapa », marque commerciale créée pour valoriser les variétés de pommes de terre indigènes (papas nativas) dans les circuits de distribution moderne[20].

- Turquie
  - Ödemiş Patatesi (pommes de terre d'Ödemiş, province d'İzmir), IGP (coğrafi işaret tescil)[21].